# Annesorhiza
Annesorhiza, biljni rod iz porodice štitarki smješten u tribus Annesorhizeae. Postoji desetak vrsta iz Južnoafričke Republike i Esvatinija.
Esencijalna ulja ovih vrsta kao glavni sastojak u sebi imaju fenilpropanoide.

## Vrste
1. Annesorhiza altiscapa Schltr. ex H.Wolff
2. Annesorhiza articulata Magee
3. Annesorhiza bracteosa Magee
4. Annesorhiza burtii B.-E.van Wyk
5. Annesorhiza calcicola Magee & J.C.Manning
6. Annesorhiza elsiae Vessio, Tilney & B.-E.van Wyk
7. Annesorhiza fibrosa B.-E.van Wyk
8. Annesorhiza filicaulis Eckl. & Zeyh.
9. Annesorhiza flagellifolia Burtt Davy
10. Annesorhiza lateriflora (Eckl. & Zeyh.) B.-E.van Wyk
11. Annesorhiza latifolia Adamson
12. Annesorhiza macrocarpa Eckl. & Zeyh.
13. Annesorhiza nuda (Aiton) B.L.Burtt
14. Annesorhiza refracta Magee
15. Annesorhiza schlechteri H.Wolff
16. Annesorhiza thunbergii B.L.Burtt
17. Annesorhiza triternata (Eckl. & Zeyh.) Vessio, Tilney & B.-E.van Wyk
18. Annesorhiza wilmsii H.Wolff

## Sionimi
- Acroglyphe E.Mey. ex Koso-Pol.